# Traffico aereo

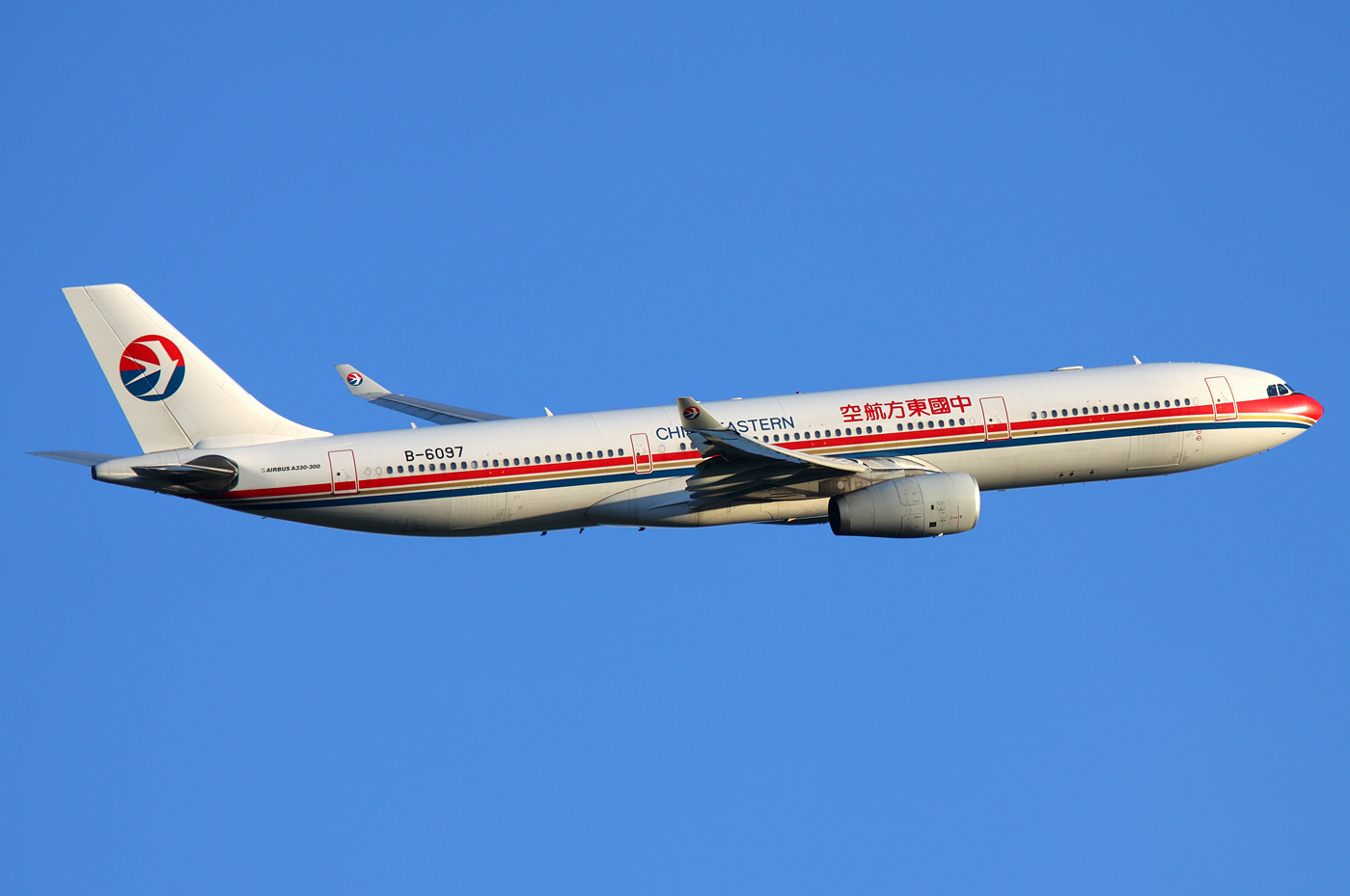
Un Airbus A330 della China Eastern Airlines.

Il traffico aereo è l'insieme degli aeromobili in volo o che operano sull'area di manovra di un aerodromo. I singoli voli che compongono il traffico aereo non hanno tutti le stesse caratteristiche o le medesime finalità e pertanto assumono status differente e seguono regole diverse a seconda dei casi.
Risulta ad esempio che lo status di un volo di soccorso non sia lo stesso di quello di un volo da trasporto passeggeri, che un volo che trasporta un Capo di Stato non sia uguale a un volo scuola.
Una generica classificazione del traffico aereo comprende la distinzione tra traffico aereo operativo e traffico aereo generale.

## Traffico Aereo Operativo
Il traffico aereo (prevalentemente militare, ma anche di protezione civile, polizia, antincendio, ecc.) composto da quegli aeromobili di Stato che per esigenze di missione necessitano di svincolarsi dalle regole stabilite dall'Organizzazione Internazionale dell'Aviazione Civile è definito Traffico Aereo Operativo, in lingua inglese Operational Air Traffic, abbreviato in OAT.
Il traffico aereo operativo segue regole proprie e spesso non è in contatto radio con enti dei Servizi del traffico aereo o con Controllori del traffico aereo che gestiscono il traffico generale, ma opera invece in contatto radio con propri enti operativi.
In Italia vi è poi una tipologia particolare di traffico che comprende gli aeromobili in servizio di sicurezza pubblica, dogana e protezione civile; quando l'attività di tali aeromobili assume caratteristiche di pronto intervento tale volo viene definito Buster Air Traffic (BAT). La natura di pronto intervento fa sì che un volo GAT possa improvvisamente divenire BAT, in caso di necessità.

## Traffico Aereo Generale
Il traffico aereo, civile e militare, che segue le norme e le procedure stabilite dall'Organizzazione Internazionale dell'Aviazione Civile è definito Traffico Aereo Generale, in inglese General Air Traffic, abbreviato in GAT.
Il traffico aereo generale segue le regole stabilite internazionalmente per l'aviazione civile, le cosiddette Regole dell'aria, descritte nell'Annesso 2 dell'ICAO. Fanno parte del traffico aereo generale i voli di aeromobili civili e i voli di aeromobili militari, di polizia e dogana, non condotti per esigenze operative o addestrative.
Occorre non confondere il traffico aereo generale con l'aviazione generale; sotto quest'ultima definizione, infatti, ricadono tutti i voli civili condotti per scopi non commerciali e diversi dal lavoro aereo.